# Keith Cederholm
Keith Cederholm (uttal [kɛjt]), senare Keith Weissbrodt, född 1 september 1958 i Eskilstuna, död 28 augusti 2010, var en svensk brottsling som blev känd för att han mot sitt nekande dömdes till tio års fängelse 1982 för att ha anlagt en brand på en motorgård i Malmö samt för delaktighet i misshandel, det så kallade Raggarmordet. Hans fall togs upp av journalisten Jan Guillou i TV-programmet Rekord-Magazinet, vilket ledde till att Cederholm friades i Högsta domstolen.

## Uppväxt
Keith Cederholms far ägde ett kringresande tivoli och befann sig stora delar av året på resande fot runtom i Sverige. När Keith Cederholm var 13 år skilde sig föräldrarna och han flyttade med sin mor och syskon till Helsingborg där hans mor snart gifte om sig. Enligt Cederholm misshandlade hans styvfar honom regelbundet. I de tidiga tonåren kom han i kontakt med och började umgås med ungdomsgäng som sysslade med småskalig brottslighet. Det var en krets han skulle fortsätta att röra sig i under 1970-talet.

## Raggarmordet
Den 23 november 1979 utbröt en brand på raggargården Granbacken i utkanten av Malmö. Dagen före branden anmäldes 19-årige Bo Göransson som saknad. Två månader senare hittades hans döda kropp i hamnen i Helsingborg. I polisens utredning utpekades Cederholm, vid den här tiden en känd småbrottsling i Helsingborg, som gängledare för raggarna från Helsingborg. Enligt åklagare Cay Kallin hade branden anlagts som hämnd från Helsingborgsraggarna efter bråk med Malmöraggarna kvällen före. Helsingborgarna körde laddade med bensindunkar ner i sin Plymouth Fury, smög över en åker till gården och tände på. Göransson blev vittne till mordbranden. Enligt åklagaren hade detta upptäckts av Cederholm som uttryckligen beordrade att Göransson skulle röjas ur vägen. Livlös fördes han i bakluckan på en bil till hamnen i Helsingborg där han kastades i vattnet. Cederholm och ytterligare en person dömdes våren 1981 i tingsrätten för grov mordbrand. Ytterligare fem personer dömdes för mordbrand.
Efter avslutad rättegång framträdde som vittne en 17-årig flicka som sett allt. Cederholm åtalades nu även för att ha mördat Göransson. I hovrätten dömdes Cederholm våren 1982 även för människorov och medhjälp till grov misshandel även om 17-åringen inte hade pekat ut just honom, dock ej för mord. 17-åringen berättade att på morgonen efter branden kom raggargänget hem till henne med en livlös person och hon följde med i den raggarbil som körde kroppen till Helsingborgs hamn. De fem dömda i mordbranden, plus två raggare från Göteborg, dömdes för inblandning i bortförandet och misshandeln av Göransson.
Polisens utredning granskades av journalisten Jan Guillou i TV-programmet Rekord-Magazinet. Bland vittnesmål som talade till Cederholms fördel var en släktmiddag i Klippan som han hade deltagit i samma kväll som branden. I utredningen hade polisen dock menat att Cederholm lämnat släktmiddagen sent på kvällen och kört till raggargården. Jan Guillou provkörde sträckan mellan Klippan och Raggargården i en Plymouth Fury, den bil som Cederholm ska ha kört, upprepade gånger och kom fram till att Cederholm omöjligen kunde ha befunnit sig på platsen vid raggargården då branden bröt ut. Cederholm beviljades resning i Högsta domstolen i november 1983. I rättegången biträddes Cederholm av advokaten Henning Sjöström. I juli 1984 friades Cederholm men inte de övriga. Då hade Cederholm suttit i fängelse i tre år och beviljades senare ett skadestånd från staten på 400 000 kronor plus 115 000 kronor för förlorad arbetsförtjänst.
Efter att ha friats i raggarmordet försökte Cederholm sig på ett liv som lantbrukare. Myndigheterna beslöt att inte utbetala hela skadeståndet med en gång utan i mindre delbelopp över en längre period, vilket var unikt i svensk rättshistoria.[källa behövs] Cederholm dömdes 1997 till åtta års fängelse för narkotikabrott.
Guillou har skrivit om fallet i sin bok Justitiemord 1983. För sitt engagemang i fallet belönades Guillou 1984 med Stora journalistpriset.[källa behövs]
År 2010 avled Keith Cederholm i cancer, 51 år gammal. Han är begravd på Landskrona kyrkogård.